# فرودگاه سو نروز
فرودگاه سو نروز (به انگلیسی: Sioux Narrows Airport) یک فرودگاه همگانی است که یک باند فرود چمن دارد و طول باند آن ۱۰۰۶ متر است. این فرودگاه در کشور کانادا قرار دارد و در ارتفاع ۳۳۵ متری از سطح دریا واقع شده است.